# 戈羅季謝 (喬爾努希區)
50°10′28″N 33°2′54″E / 50.17444°N 33.04833°E
戈羅季謝（烏克蘭語：Городище），是烏克蘭中部的村莊，隸屬波爾塔瓦州的盧布尼區。該村處於姆諾加河畔，距離沃龍基0.5公里，海拔高度97米，2001年人口497。